# Emmanuel Krivine
Pour les articles homonymes, voir Krivine.
Emmanuel Krivine, né le 7 mai 1947 à Grenoble, est un chef d'orchestre français.

## Biographie

### Famille et formation
Emmanuel Krivine est né le 7 mai 1947 à Grenoble du mariage d'Henri Krivine, médecin d'origine russe né à Paris, et de Rejla Brandla Wajsbrod, d'origine polonaise,.
Après des études secondaires au lycée Champollion de Grenoble, il commence par l'étude du violon au Conservatoire national supérieur de musique à Paris où il obtient son premier prix à seize ans. Il se perfectionne ensuite auprès d'Henryk Szeryng et de Yehudi Menuhin.
Le 24 octobre 1977, il épouse Marie-Christine Vernholes. De ce mariage, naît une fille, Liza. Le couple divorce en 1992.

### Carrière internationale
Dès 1965, après une rencontre avec le chef d'orchestre Karl Böhm à Salzbourg, il se consacre à la direction d'orchestre. Il met un terme à sa carrière de violoniste à la suite d'un accident de voiture en 1981.
Sa carrière internationale le conduit notamment à l'Orchestre philharmonique de Radio France de 1976 à 1983 en tant que chef invité permanent, et comme directeur musical de l'Orchestre national de Lyon de 1987 à 2000. Il est à plusieurs reprises directeur musical de l'Orchestre français des jeunes. Il collabore avec les plus grands orchestres internationaux. Il entretient des collaborations régulières avec le Chamber Orchestra of Europe et plus récemment avec l'Orchestre symphonique de Chicago. 
En 2004, il s’associe à la démarche de plusieurs musiciens européens avec lesquels il fonde « La Chambre philharmonique », orchestre dont les membres sont désignés par cooptation et où chef et musiciens sont rémunérés de manière égalitaire. Ils interprètent les œuvres du répertoire classique, romantique et contemporain sur les instruments correspondant à leur époque.
De 2006 à 2015, il est le directeur musical de l'Orchestre philharmonique du Luxembourg.
En juin 2016, il est désigné directeur musical de l'Orchestre national de France, nomination qui prend effet le 1er septembre 2017. C'est le premier directeur musical français à occuper cette fonction depuis le départ de Jean Martinon en 1973. Son successeur est Cristian Măcelaru, nommé en 2019 pour une entrée en fonction prévue en 2021.
Krivine a réalisé des enregistrements pour les labels Deutsche Grammophon, Warner Classics, Timpani et Naive.